# Józef Łukaszewicz (fizyk)
Józef Łukaszewicz (ur. 14 grudnia 1863 w Bykówce, zm. 19 października 1928 w Wilnie) – fizyk, geolog.

## Życiorys
Ukończył gimnazjum w Wilnie i rozpoczął studia na wydziale przyrodniczym Uniwersytetu w Petersburgu. Był studentem Mendelejewa. Członek Terrorystycznej Frakcji Narodnaja Wola, zmierzającej do obalenia caratu. Po nieudanym zamachu na Aleksandra III aresztowany i skazany na karę śmierci, zamienioną na więzienie w Twierdzy Szlisselburskiej, gdzie spędził osiemnaście lat (1887–1905). Podczas pobytu w więzieniu samodzielnie kontynuował studia, dlatego mógł po uwolnieniu, które nastąpiło podczas rewolucji 1905 roku, ukończyć Uniwersytet w Petersburgu zdając egzaminy. Za publikację Życie nieorganiczne Ziemi (1908-11) otrzymał nagrodę Towarzystwa Geograficznego i Rosyjskiej Akademii Nauk. Wkrótce po tym otrzymał stanowisko profesora Instytutu Geograficznego w Petersburgu, a jeszcze przed wybuchem I wojny pełnił funkcję jego kierownika. Po rewolucji październikowej zrezygnował z pracy w Petersburgu i wrócił do Wilna. Tu pracował w Sekcji Oświecenia Zarządu Cywilnego Ziem Wschodnich. Od 1919  do śmierci był profesorem geologii na Uniwersytecie Stefana Batorego w Wilnie.
Publikacje z zakresu geofizyki, geologii dynamicznej, geomorfologii oraz wspomnień Pierwszy marca 1887 r. Wspomnienia.